# 3 Dage i Nord 2026
3 Dage i Nord - Fusion Tempo Cup 2026 er den 9. udgave af den danske løbsserie 3 Dage i Nord. Serien indeholder tre selvstændige DCU licensløb med en samlet distance på 252,5 km for dame A og 402,7 km for herre A. Løbene bliver kørt i påsken ved Bjergby, Hanstholm og Klarup fra 4. til 6. april 2026.
Serien køres efter pointsystem (pointgivning 50-1, vinderen af et løb får 50 point, nr. 2 får 49 point osv.). Rytteren med højeste pointscore efter de tre løb vinder cuppen. Ved pointlighed er resultatet af 3. afdeling i Klarup afgørende. De førende ryttere skal efter hver afdeling køre i den gule førertrøje.

## Afdelinger

### Dame A
| Etape    | Dato    | Start – Mål           | type       | Afstand (km) | Etapevinder | Førende rytter |
| -------- | ------- | --------------------- | ---------- | ------------ | ----------- | -------------- |
| 1. etape | 4. apr. | Bjergby – Bjergby     | flad etape | 85,6         |             |                |
| 2. etape | 5. apr. | Hanstholm – Hanstholm | flad etape | 77,4         |             |                |
| 3. etape | 6. apr. | Klarup – Klarup       | flad etape | 89,5         |             |                |

### Herre A
| Etape    | Dato    | Start – Mål           | type       | Afstand (km) | Etapevinder | Førende rytter |
| -------- | ------- | --------------------- | ---------- | ------------ | ----------- | -------------- |
| 1. etape | 4. apr. | Bjergby – Bjergby     | flad etape | 153,6        |             |                |
| 1. etape | 6. apr. | Klarup – Klarup       | flad etape | 125,3        |             |                |
| 2. etape | 5. apr. | Hanstholm – Hanstholm | flad etape | 123,84       |             |                |

### 1. afdeling - Bjergby
Cykle Clubben Hjørring står 4. april for afviklingen af 3 Dage i Nords første løb.

#### Dame A
| Bjergby - Bjergby | flad etape | (85,6 km) |

| \| Etaperesultat \| Etaperesultat \| Etaperesultat \| Etaperesultat \| Etaperesultat \| \| Rytter \| Rytter \| Hold \| Tid \| \| \| ------------- \| ------------- \| ------------- \| ------------- \| ------------- \| |        |      |     |
| |        |      |     |
| |        |      |     |
| Etaperesultat |        |      |     |
| Rytter | Rytter | Hold | Tid |

| Pointkonkurrence | Pointkonkurrence | Pointkonkurrence | Pointkonkurrence | Pointkonkurrence |
| Rytter           | Rytter           | Hold             | Point            |                  |
| ---------------- | ---------------- | ---------------- | ---------------- | ---------------- |

#### Herre A
| Bjergby - Bjergby | flad etape | (153,6 km) |

| \| Etaperesultat \| Etaperesultat \| Etaperesultat \| Etaperesultat \| Etaperesultat \| \| Rytter \| Rytter \| Hold \| Tid \| \| \| ------------- \| ------------- \| ------------- \| ------------- \| ------------- \| |        |      |     |
| |        |      |     |
| |        |      |     |
| Etaperesultat |        |      |     |
| Rytter | Rytter | Hold | Tid |

| Pointkonkurrence | Pointkonkurrence | Pointkonkurrence | Pointkonkurrence | Pointkonkurrence |
| Rytter           | Rytter           | Hold             | Point            |                  |
| ---------------- | ---------------- | ---------------- | ---------------- | ---------------- |

### 2. afdeling - Hanstholm
Den 5. april, påskedag, er Thy Cykle Ring arrangør af cuppens andet løb.

#### Dame A
| Hanstholm - Hanstholm | flad etape | (77,4 km) |

| \| Etaperesultat \| Etaperesultat \| Etaperesultat \| Etaperesultat \| Etaperesultat \| \| Rytter \| Rytter \| Hold \| Tid \| \| \| ------------- \| ------------- \| ------------- \| ------------- \| ------------- \| |        |      |     |
| |        |      |     |
| |        |      |     |
| Etaperesultat |        |      |     |
| Rytter | Rytter | Hold | Tid |

| Pointkonkurrence | Pointkonkurrence | Pointkonkurrence | Pointkonkurrence | Pointkonkurrence |
| Rytter           | Rytter           | Hold             | Point            |                  |
| ---------------- | ---------------- | ---------------- | ---------------- | ---------------- |

#### Herre A
| Hanstholm - Hanstholm | flad etape | (123,84 km) |

| \| Etaperesultat \| Etaperesultat \| Etaperesultat \| Etaperesultat \| Etaperesultat \| \| Rytter \| Rytter \| Hold \| Tid \| \| \| ------------- \| ------------- \| ------------- \| ------------- \| ------------- \| |        |      |     |
| |        |      |     |
| |        |      |     |
| Etaperesultat |        |      |     |
| Rytter | Rytter | Hold | Tid |

| Pointkonkurrence | Pointkonkurrence | Pointkonkurrence | Pointkonkurrence | Pointkonkurrence |
| Rytter           | Rytter           | Hold             | Point            |                  |
| ---------------- | ---------------- | ---------------- | ---------------- | ---------------- |

### 3. afdeling - Klarup
2. påskedag, 6. april, er Aalborg Cykle-Ring arrangør af det sidste løb, og vinderne af 3 Dage i Nord - Fusion Tempo Cup 2025 skal findes.

#### Dame A
| Klarup - Klarup | flad etape | (89,5 km) |

| \| Etaperesultat \| Etaperesultat \| Etaperesultat \| Etaperesultat \| Etaperesultat \| \| Rytter \| Rytter \| Hold \| Tid \| \| \| ------------- \| ------------- \| ------------- \| ------------- \| ------------- \| |        |      |     |
| |        |      |     |
| |        |      |     |
| Etaperesultat |        |      |     |
| Rytter | Rytter | Hold | Tid |

#### Herre A
| Klarup - Klarup | flad etape | (125,3 km) |

| \| Etaperesultat \| Etaperesultat \| Etaperesultat \| Etaperesultat \| Etaperesultat \| \| Rytter \| Rytter \| Hold \| Tid \| \| \| ------------- \| ------------- \| ------------- \| ------------- \| ------------- \| |        |      |     |
| |        |      |     |
| |        |      |     |
| Etaperesultat |        |      |     |
| Rytter | Rytter | Hold | Tid |

## Samlet resultat

### Dame A
| Pointkonkurrence | Pointkonkurrence | Pointkonkurrence | Pointkonkurrence | Pointkonkurrence |
| Rytter           | Rytter           | Hold             | Point            |                  |
| ---------------- | ---------------- | ---------------- | ---------------- | ---------------- |

### Herre A
| Pointkonkurrence | Pointkonkurrence | Pointkonkurrence | Pointkonkurrence | Pointkonkurrence |
| Rytter           | Rytter           | Hold             | Point            |                  |
| ---------------- | ---------------- | ---------------- | ---------------- | ---------------- |

## Hold
“Foreløbige lister”

### Dame A
| Unknown team category |
|                       |

### Herre A
| Unknown team category |
|                       |